# لويس خويز

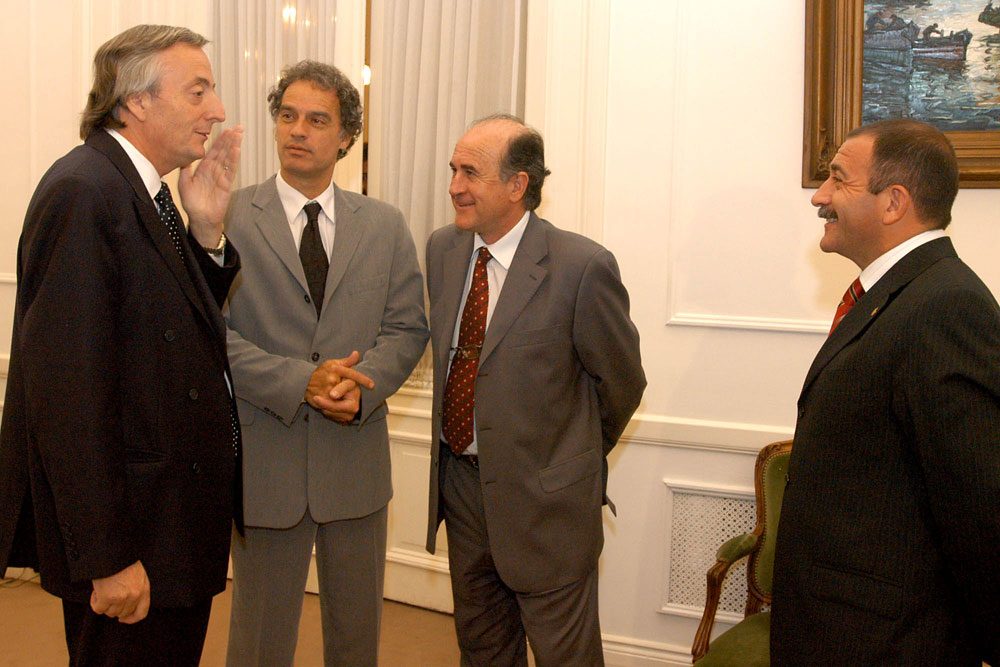
الرئيس نستور كيرشنر (إلى اليسار) يحمل مع (من اليسار) عمدة بوينس آيرس أنيبال إيبارا ، ورئيس مجلس الوزراء أوسكار باريلي، وجويز، في عام 2004. أصبح إبارا وجويز اثنين من الشخصيات «المستعرضة» البارزة خلال رئاسة كيرشنر.

لويس ألبرتو خويز (بالإسبانية: Luis Alberto Juez) (من مواليد 13 سبتمبر 1963) هو سياسي أرجنتيني شغل منصب عمدة مدينة قرطبة وانتُخب لاحقًا لمجلس الشيوخ. منذ عام 2019 كان نائبًا في مجلس النواب.

## مسيرته المهنية

### النشأة والوظيفة
وُلد لويس خويز في قرطبة، بالأرجنتين، لأديلا لوسادا، ابنة مهاجرين إسبان من لاكورونيا، وغابرييل جويز، ابن مهاجرين سوريين. بتشجيع من والده، الذي كان ضابط سابق في الجيش، درس خويز في مدرسة مدرسة باز الثانوية العسكرية والتحق بعدها بجامعة قرطبة الوطنية. كان خويز، الذي سُجن والده على يد الديكتاتورية التي أطاحت بالرئيس خوان بيرون في عام 1955،  نشطًا في حركة الشباب البيرونية، وحصل على دكتوراه في القانون عام 1985. تزوج فيكتوريا كورتي عام 1992، وأنجبا أربعة أطفال. 
تم تعيينه في الهيئة التشريعية الإقليمية في عام 1994، وفي عام 1995، انتخب على قائمة حزبية برئاسة زميله البيروني خوسيه مانويل دي لا سوتا. غير أن موافقة الهيئة على مشروع قانون لرفع رواتب المشرعين وسط ركود أدى إلى استقالته في غضون عام. ترشح لمنصب عمدة قرطبة في عام 1998؛ لكنه هُزم في الانتخابات التمهيدية لحزب العدالة من قبل جيرمان كاميرات، الذي حصل على تأييد دي لا سوتا. تم انتخاب دي لا سوتا حاكمًا في عام 1999، وتم تعيين خويز مديرًا لمكتب الطرق السريعة.
عين الحاكم دي لا سوتا لويس خويز مديرا لمكتب ادعاء الفساد في عام 2000.   في ظل غياب دعم المحافظ، استقال خويز في 10 أكتوبر 2002. انتهى تحالفه مع دي لا سوتا، على الرغم من أن الأخير اعترف بصداقتهما التي دامت 20 عامًا من خلال السماح لخويز بالتنحي دون قبول استقالة رسميًا. كانت الابنة الصغرى لجويز قد ولدت قبل أوانها، وتطلبت دخول المستشفى ستة أشهر. 
غادر خويز حزب العدالة وأنشأ الحزب الجديد. انتخب عمدة قرطبة في عام 2003، متغلبًا على مرشح دي لا سوتا، ألفريدو كيغان، بفارق 30 نقطة. أصبح خويز شخصية بارزة في بين المسؤولين المنتخبين الرئيسيين من يسار الوسط الذين أصبحوا حلفاء له، دون الانتماء إلى جبهة انتصار الرئيس نستور كيرشنر.  قام خويز بتوسيع العديد من خدمات المدينة، على الرغم من أنه بحلول نهاية فترة ولايته، تضاعفت القوى العاملة البلدية، واستوعبت 74 ٪ من الميزانية السنوية للمدينة البالغة 500 مليون دولار أمريكي.

### انتخابات 2007
امتنع عن الترشح لولاية ثانية في عام 2007، وبدلاً من ذلك أصبح مرشحًا لمنصب الحاكم. واجه مرة أخرى مرشح دي لا سوتا، نائب الحاكم خوان شياريتي، وكذلك مرشح الاتحاد المدني الراديكالي ماريو نيغري، ونظم جبهة مدنية واجتماعية ذات ميول يسارية بدعم من الجبهة العريضة والحزب الاشتراكي وآخرين. ومع ذلك، فقد أسفرت انتخابات 2 سبتمبر عن فوز شياريتي بفارق 1.17٪.
أصبحت الانتخابات الأكثر إثارة للجدل في الأرجنتين في ذلك العام. زعم خويز حدوث تزوير انتخابي عندما استغرقت عملية فرز الأصوات 16 ساعة في مكتب بريد قرطبة المركزي الذي مُنعت الصحافة من دخوله. واستأنف النتائج وطالب بإعادة فرز الأصوات في جميع الدوائر وعددها 6152 دائرة. ومع ذلك، مُنحت حملته إعادة فرز الأصوات في 676 دائرة فقط مع نتائج متنازع عليها، وفي 2 أكتوبر، استأنف خويز إلى المحكمة العليا في الأرجنتين. في النهاية، أدت النتائج المعتمدة في 4 أكتوبر إلى تضييق الفارق بشكل طفيف إلى 1.13٪ (18000 صوت).

### انتخابات مجلس الشيوخ
توترت علاقة خويز مع كيرشنرية، وفي عام 2009، رشح نفسه لإنتحابات مجلس الشيوخ على قائمة الحزب المدني تحالف الجبهة.  وخاض تحالف الجبهة المدنية، كما فعل في عام 2007، ضد معارضة البيرونيين وحزب اتحاد العاصمة بفارق ضئيل، فأرسل جوزيف وزميلته في الجبهة المدنية نورما مورانديني إلى مجلس الشيوخ؛ انضم كلاهما إلى الجبهة التقدمية العريضة قبل حملة 2011. ترشح مرة أخرى لمنصب حاكم قرطبة في انتخابات مجالس المحافظات لعام 2011. ومع ذلك، هُزم على يد رئيسه وحليفه السابق، الحاكم السابق دي لا سوتا.

## روابط خارجية
- لويس جويز
- فخامة سينادو دي لا ناسيون: لويس جويز